# Rio Doroşcani
O Rio Doroşcani é um rio da Romênia, afluente do Hărpăşeşti, localizado no distrito de Iaşi.